# مارتن رايت (لاعب كريكت بريطاني)
مارتن رايت (13 يوليو 1963 - ) (بالإنجليزية: Martin Wright)‏ هو لاعب كريكت بريطاني.